# زبان خارگی
زبان خارگی یک زبان ایرانی جنوب غربی است که در جزیرۀ خارگ در خلیج فارس در ایران تکلم می‌شود.

## طبقه‌بندی
خارگی با زبان‌های ایرانی استان فارس و زبان‌های ساحلی تا تنگۀ هرمز ارتباط دارد. این زبان اولین بار در اواخر دهۀ ۱۹۵۰ توسط جلال آل احمد، نویسنده، مستندسازی شد که در قوم‌نگاری خود از ۱۲۰ خانوار ساکن که در آن زمان در جزیره سکونت داشته‌اند گزارش داده، که بیشتر آن‌ها از نواحی ساحلی تنگستان مهاجرت کرده بودند و تنها اقلیتی از مردم آن بومی بوده‌اند. گویشوران بومی زبان خارگی در آن زمان این زبان را گویشی نزدیک به تنگستان و بوشهر دانسته‌اند.

## وضعیت
در چند دهه بعد، زمانی که خارگ از یک جامعۀ روستایی منزوی به قطب صادرات نفت تبدیل شد، تغییرات اجتماعی و جمعیتی گسترده‌ای رخ داد و زبان فارسی به زبان غالب در همه عرصه‌های زندگی تبدیل شد. در سال ۲۰۱۶ تحقیقات میدانی در خارگ توسط حبیب برجیان زبان‌شناس نشان داد که خارگی هنوز "در حد چند خانواده صحبت می‌شود و حتی در آنجا نیز به‌درستی به نسل بعدی منتقل نشده است". برجیان می افزاید که "بقیۀ جمعیت محلی جزیره یا خارگی‌های بومی‌ای بودند که زبان مادری خود را از دست داده بودند، و یا مهاجرانی از سکونتگاه‌های ساحلی مجاور بودند که به گویش‌های خویشاوندی خود صحبت می‌کردند". با این حال، خارگی‌زبانان بومی که نگران انقراض آن هستند، مطالب جدیدی ازجمله شعر و ضرب‌المثل در مورد زبان خارگی منتشر کرده‌اند.

## تاریخچه
برجیان توضیح می‌دهد که تداوم حیات انسان در خارگ به‌طور عمده به‌دلیل تأمین مداوم آب امکان‌پذیر شده است. اما به‌دلیل میزان کم بارندگی، مردم آب زیر زمین را از سفره‌های زیرزمینی در کوهپایه‌های مرکزی جزایر با استفاده از کانال‌های زیرزمینی دست‌ساز به نام کاریز به مزارع پایین آورده‌اند. برجیان با توجه به این‌که از نظر تاریخی کشاورزی پایدار در خارگ تنها با استفاده از کاریز امکان‌پذیر بوده، خاطرنشان می‌کند که استقرار دائمی انسان در جزیره "نمی‌تواند پیش از گسترش کاریزها بوده باشد که تحت حکومت هخامنشیان در خاور نزدیک (۵۵۰ تا ۳۳۰ پیش از میلاد) به وجود آمده‌اند".
در سال ۱۳۸۶ کتیبه‌ای با نوشته‌ای کوتاه به خط میخی فارسی باستان در خارگ کشف شد. بر اساس رمزگشایی اولیه در این کتیبه به زبان پارسی باستان نوشته شده: «زمین آبیاری‌نشده [از] بیرون آوردن [از آب] توسط من خوشحال شد». برجیان توضیح می‌دهد که اگرچه این قرائت توسط سایر کارشناسان نه تأیید و نه مورد مناقشه قرار گرفته است، "با آغاز احتمالی استقرار دائمی انسان در جزیرۀ خارگ مطابقت کامل دارد". برجیان نقل می‌کند که اگر کتیبه معتبر باشد، می‌توان گفت که خارگ در زمان حاکمان ایرانی هخامنشی تحت استعمار پارسیان قرار گرفته است. برجیان می‌افزاید که زبان شهروندان پارسی دورۀ هخامنشی به خوبی می‌تواند جد زبان خارگی باشد و خاطرنشان می‌کند که "هیچ مدرک متناقضی برای غیرقابل قبول کردن این فرضیه وجود ندارد". اما همزمان، با توجه به مطابقت‌های نحوی چندجهتۀ خارگی با زبان‌های ایرانی جنوبی مختلف، چندزایی بودن (polygenesis) نیز مصداق دارد. برجیان نتیجه می‌گیرد که:
با توجه به زمینه‌های تاریخی متفاوت جزیره، این نتیجه‌گیری به سختی باعث تعجب می‌شود. جمعیت خارگ مطمئنا از بخشی از پناهندگان، ملوانان و کارگران ماهر تشکیل شده بود که به صورت انفرادی یا گروهی در جزیره ساکن شده‌اند و مهاجران جدید قشری را بر زبان اصلی افزوده‌اند. این جامعۀ چندلایۀ ایرانی‌زبان قبل از ظهور صنعت نفت که بافت اجتماعی-زبانی جزیره را دگرگون کرد، خود را با مهارت‌های بسیار تخصصی کشاورزی، بافندگی و کشتی‌رانی تجارت دریایی حفظ کرد.